# Arménie aux Deaflympics
L'Arménie participe 4 fois aux Deaflympics d'été depuis 2001. Le pays n'a jamais participé aux Jeux d'hiver.

## Bilan général
L'équipe de l'Arménie obtient 1 médaille des Deaflympics (1 bronze).
| Année | Médaille d'or, Jeux olympiques | Médaille d'argent, Jeux olympiques | Médaille de bronze, Jeux olympiques | Total | Rang |
| 2001  | 0                              | 0                                  | 0                                   | 0     | NC   |
| 2005  | 0                              | 0                                  | 0                                   | 0     | NC   |
| 2009  | 0                              | 0                                  | 0                                   | 0     | NC   |
| 2013  | 0                              | 0                                  | 1                                   | 1     | 43e  |
| Total | 0                              | 0                                  | 1                                   | 1     |      |